# ليو لوب
ليو لوب (بالإنجليزية: Leo Loeb)‏ هو عالم أمراض وطبيب أمريكي، ولد في 21 سبتمبر 1869، وتوفي في 28 ديسمبر 1959 في سانت لويس في الولايات المتحدة.